# Cattedrale di Bordeaux
La cattedrale primaziale Sant'Andrea di Bordeaux (in francese Cathédrale-Primatiale Saint-André de Bordeaux) è una cattedrale situata a Bordeaux, Francia.

## Storia
Ricostruita su antiche fondazioni nel secolo XI, fu consacrata da papa Urbano II nel 1096. Il progetto prevedeva la costruzione di quattro torri, ma il suolo paludoso che minacciava di non sostenerne il peso permise la realizzazione solo di due. La navata gotica risale al XII secolo, modificata il secolo successivo. Nella prima metà del XIII secolo vi fu aggiunto il portale gotico della "Porte Royale". Tra il 1440 e il 1450 vi fu costruita la "torre Pey-Berland", isolata dal resto dell'edificio.
Dal 1862 la cattedrale è classificata Monumento storico di Francia. Inoltre, in data 2 dicembre 1998, l'Assemblea Generale dell'UNESCO, riunitasi a Kyoto in Giappone, ha deciso d'iscrivere sull'elenco del Patrimonio dell'umanità il Cammino per Santiago di Compostela in Francia e 71 monumenti che ne costituiscono le tappe, fra i quali la cattedrale di Bordeaux, sita sulla Via Turonensis, uno dei percorsi del Cammino in Francia.

## Architettura

### Architettura esterna

#### Il timpano

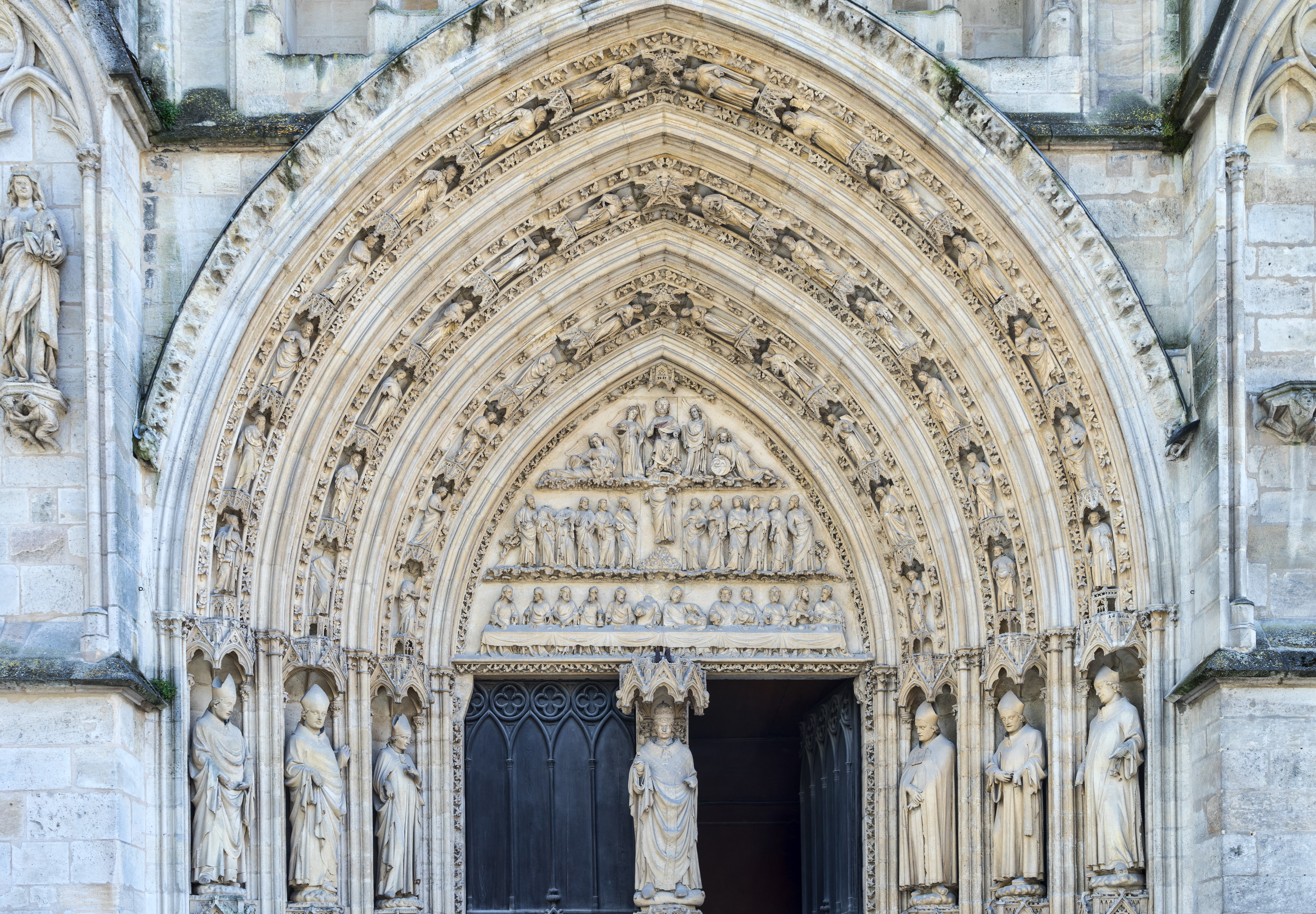
Timpano del portale nord

Il timpano del portale nord della cattedrale di Bordeaux si scompone in tre registri. In basso, sull'architrave, è rappresentata l'Ultima cena. Un cordone di nubi separa questo registro dal successivo, che presenta l'Ascensione di Gesù in mezzo ai dodici apostoli. Ai piedi del Cristo figura un simbolico monte degli Ulivi. Sulla sommità del timpano, Dio padre è rappresentato sotto i tratti di un Cristo in trono tra due angeli: l'uno tiene un lenzuolo e l'altro una corona di spine. I due angeli che inquadrano il timpano portano rispettivamente luna e sole come si usa fare nella rappresentazione del Giudizio Universale.

### Architettura interna

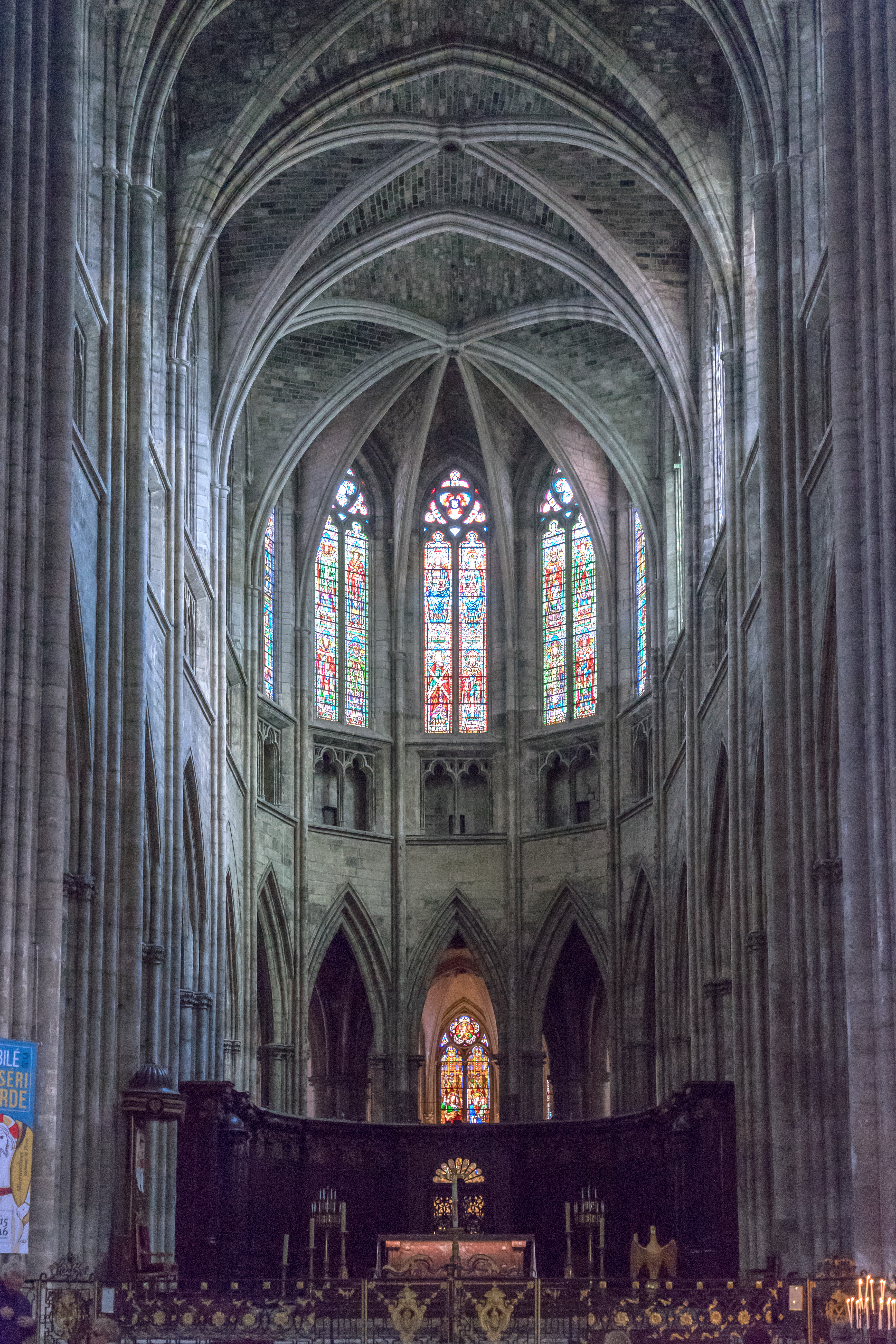
Coro della cattedrale.

#### Dimensioni
- Lunghezza interna: 124 metri.
- La navata unica è larga 18 metri al transetto.
- L'altezza sotto volta è di 23 metri nella navata e di 29 metri nel coro.

#### Le cappelle
A sinistra dell'altare si trova la cappella dedicata a san Simone Stock, generale dell'Ordine carmelitano, conosciuto e venerato per aver ricevuto lo scapolare di Nostra Signora del Monte Carmelo, durante una visione. Le reliquie del santo sono esposte sull'altare.

### Gli organi

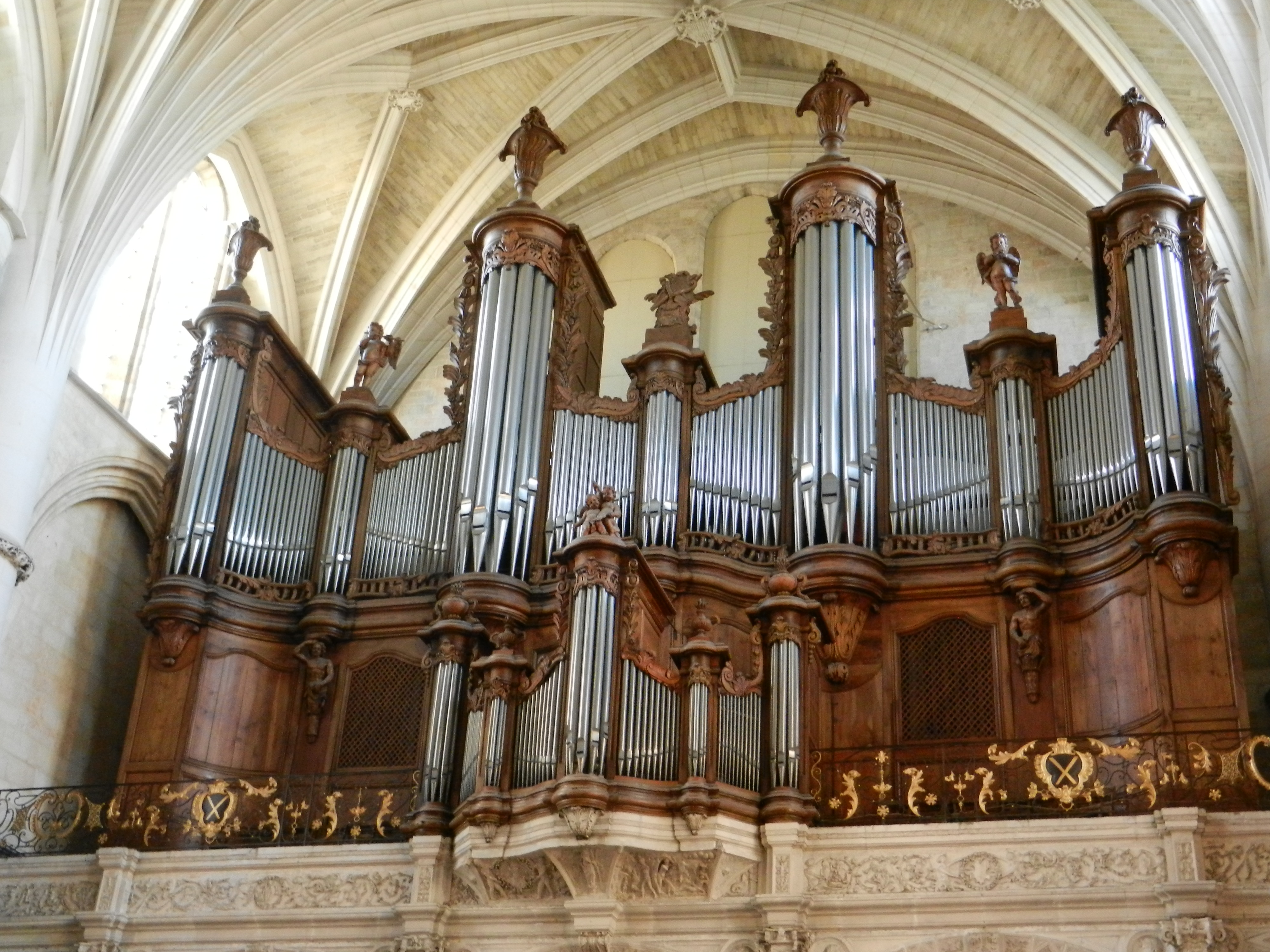
L'organo della
tribuna.

Nel 1427 un organo fu costruito da Jacques de Rasta. 
Nel 1619 gli organi vennero restaurati dal tolosano Antoine Lefèbvre.
Nel 1627 il celebre fabbricante di organi Valéran de Héman venne dal nord della Francia a lavorare a Bordeaux e costruì per la cattedrale un nuovo organo sontuoso. Purtroppo sotto la rivoluzione gli organi, già usurati dal tempo, vennero venduti e le canne fuse per esigenze belliche. Nel 1795, un rapporto indica che non restano che «alcune rovine del somiere e vari pezzi sparsi di legno». 
Nel 1805 l'organo della chiesa di San Pietro di La Réole, opera del fabbricante tolosano Jean-Baptiste Micot (1766), fu trasferito a Saint-André, ma si rivelerà insufficiente per la chiesa primaziale di Bordeaux. 
Nel 1812 l'organo fu nuovamente smontato per consentire la ricostruzione della tribuna e se ne approfittò per sostituire l'organo con quello dell'abbaziale di Sainte-Croix, costruito da Dom Bedos de Celles tra il 1744 e il 1748, mantenendone i posti nei buffet esistenti. Il risultato fu deludente: tanto meravigliosamente l'organo di Dom Bédos suonava a Sainte-Croix, quanto trasferito nella cattedrale pareva perduto nel volume di questa navata, superiore da otto a dieci volte.
Dal 1837 al 1841, il fabbricante Henry operò un nuovo restauro e, tra il 1875 e il 1877, il fabbricante Georges Wenner operò numerose sostituzioni di parti dell'organo.
In seguito l'organo fu modificato più volte durante il XX secolo, finché ne fu decisa la restituzione a Sainte-Croix e la fabbricazione di un organo nuovo per la cattedrale.
I nuovi grandi organi, costruiti dalla società Danion-Gonzalez nell'antico buffet, restaurato e raschiato, furono inaugurati nel 1982. Le trazioni meccaniche, dal funzionamento aleatorio, furono elettrificate dal 1987.
Attualmente è allo studio la ricostruzione della parte strumentale.
L'imponente buffet, classificato monumento storico, è uno dei più grandi di Francia, con un'ampiezza di 15 metri.

## Galleria d'immagini

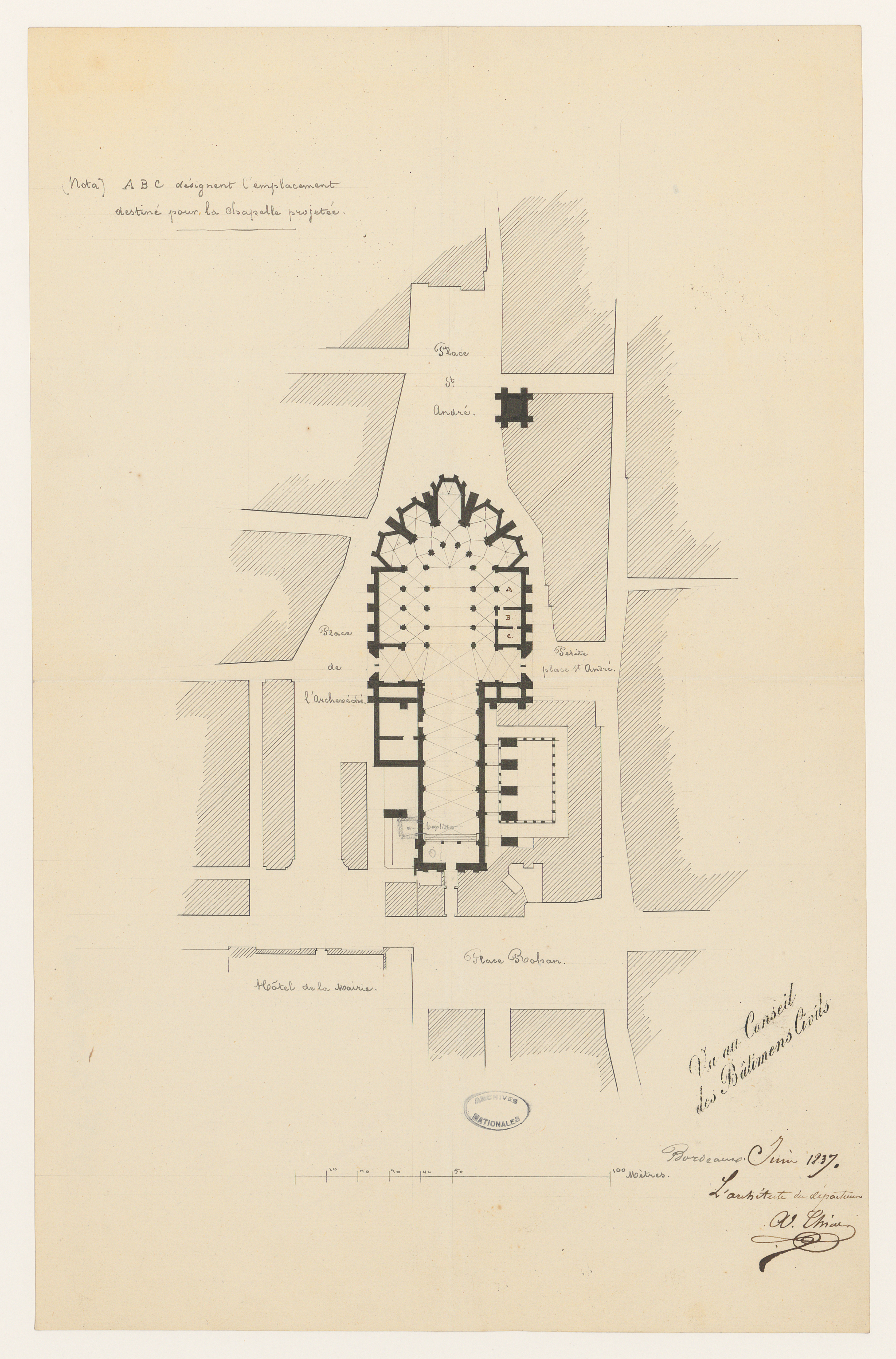
Pianta della cattedrale
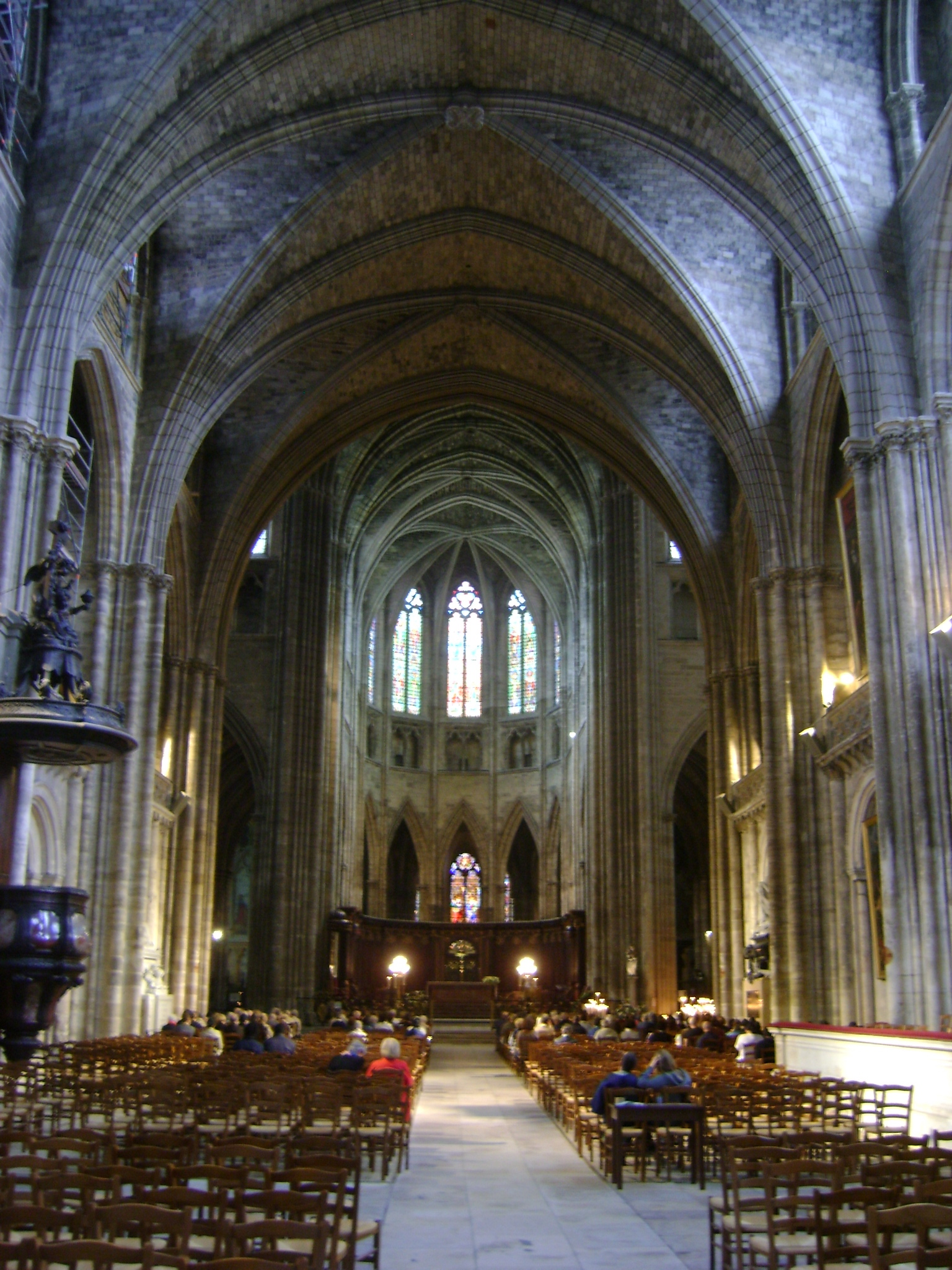
Interno
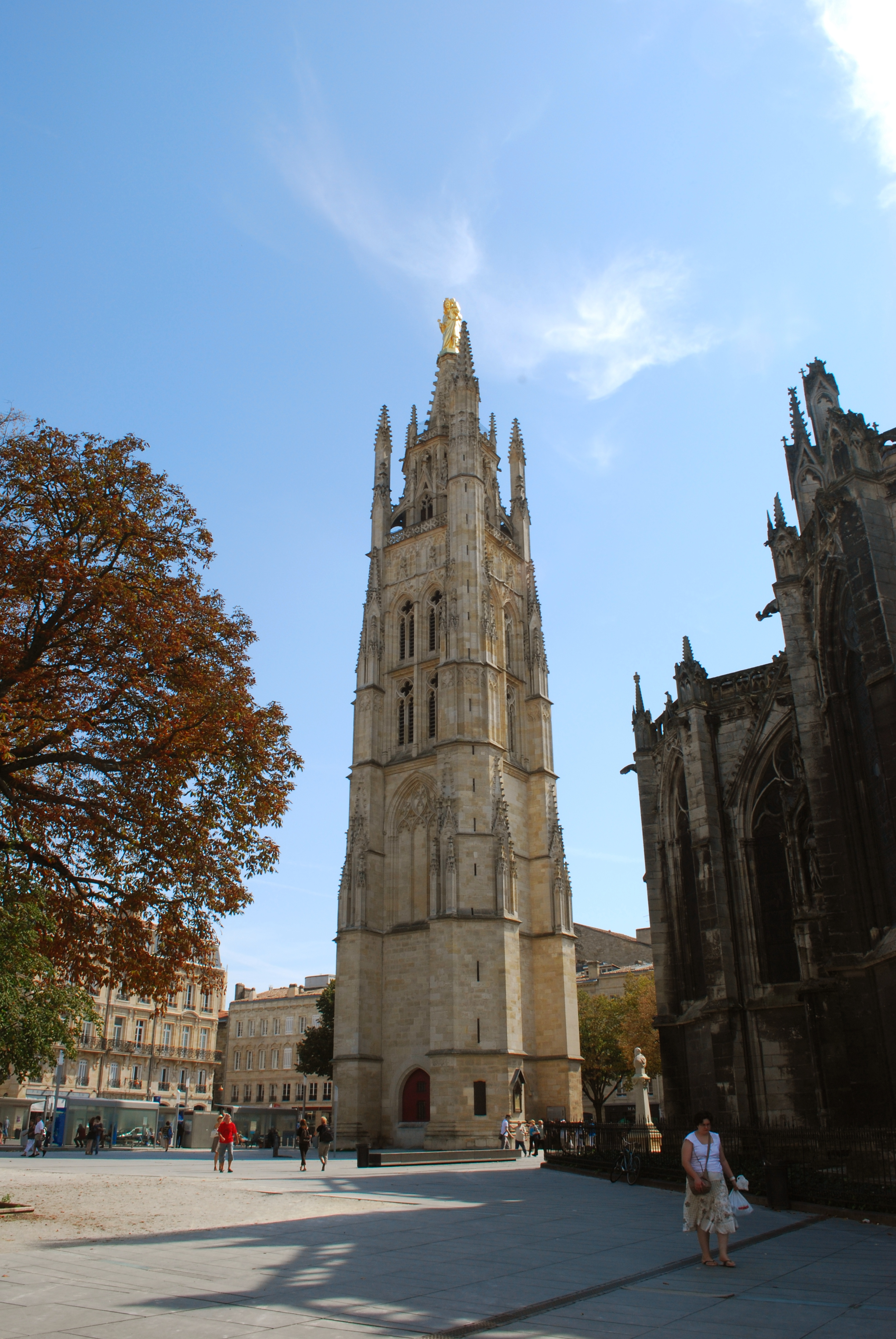
La Torre Pey-Berland
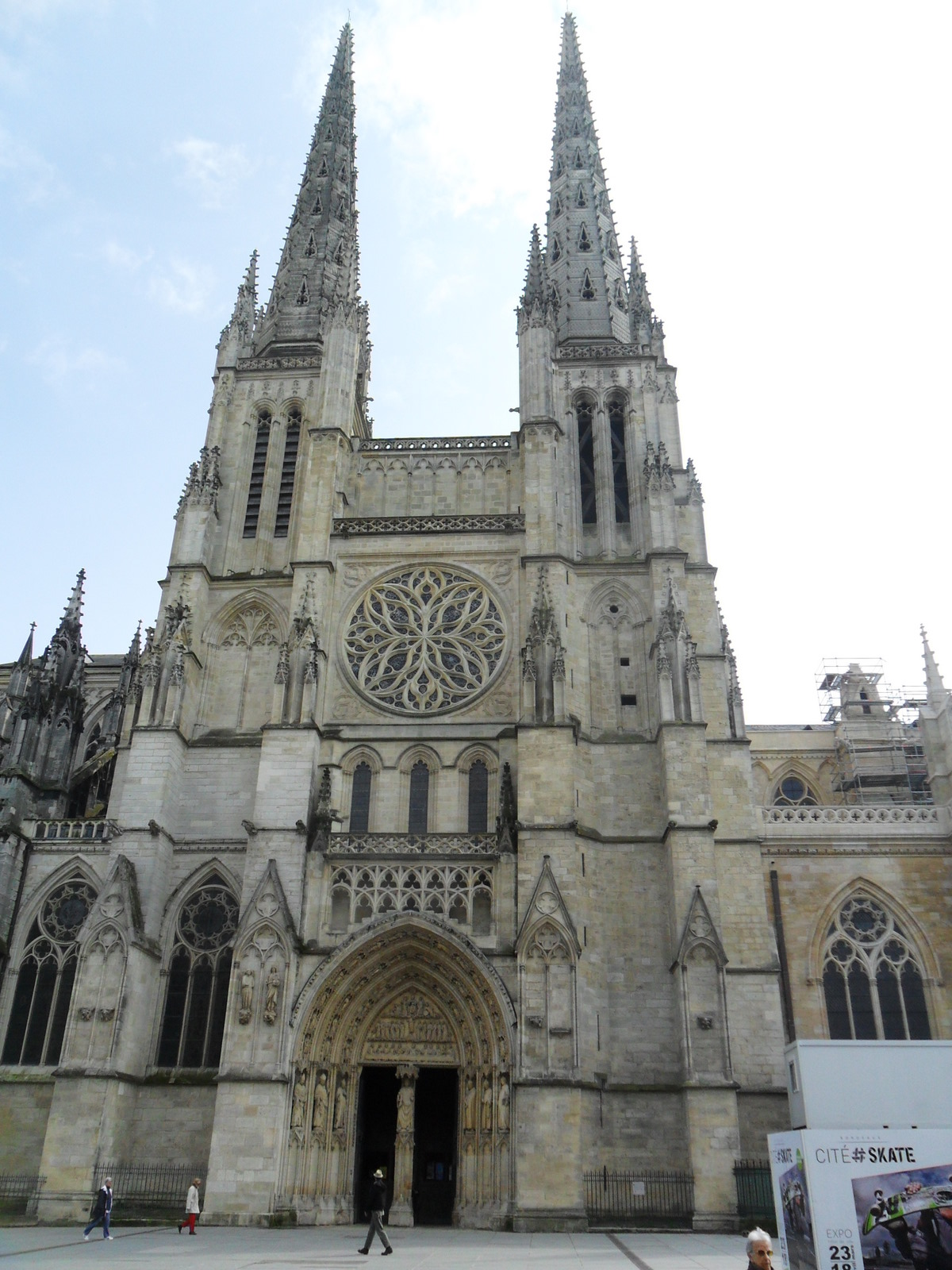
Facciata nord del transetto
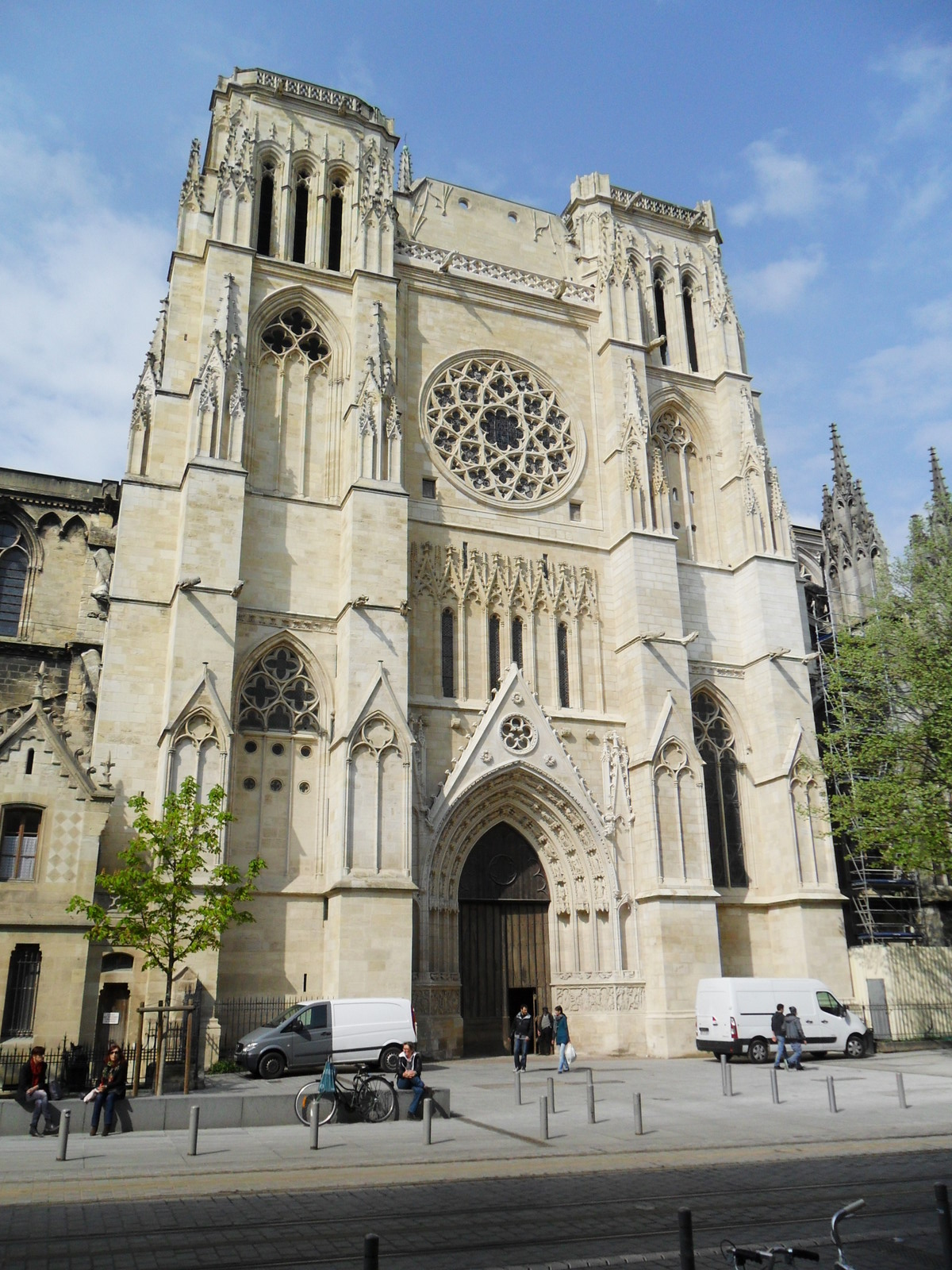
Facciata sud del transetto
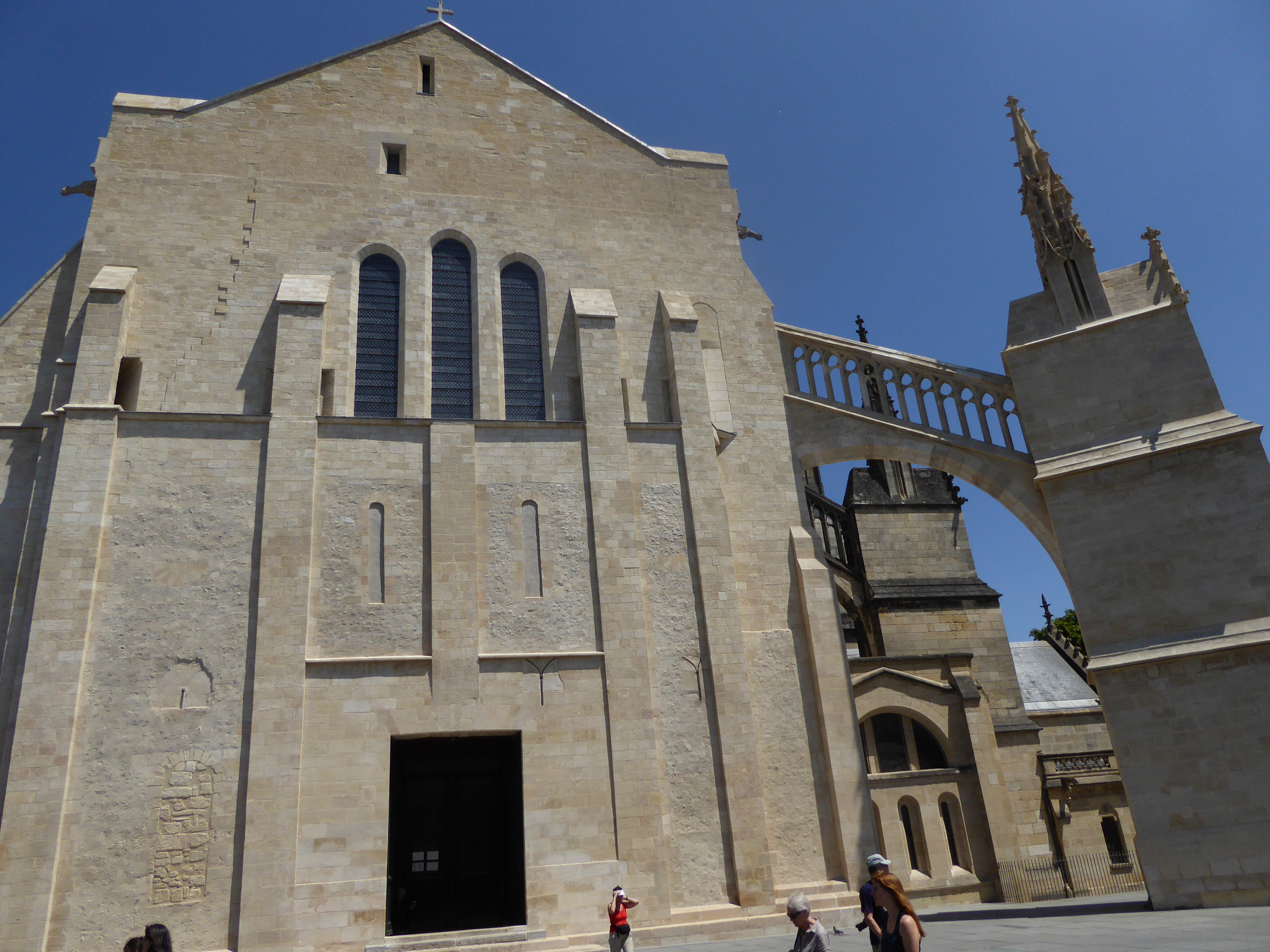
Facciata ovest